# Parafia Świętych Apostołów Piotra i Pawła w Mrzeżynie
Parafia pw. Świętych Apostołów Piotra i Pawła w Mrzeżynie – parafia rzymskokatolicka należąca do dekanatu Trzebiatów, archidiecezji szczecińsko-kamieńskiej, metropolii szczecińsko-kamieńskiej.

## Miejsca święte

### Kościół parafialny

#### Kościół pw. Świętych Apostołów Piotra i Pawła w Mrzeżynie
Zasugerowano, aby ta sekcja została przeniesiona do artykułu.

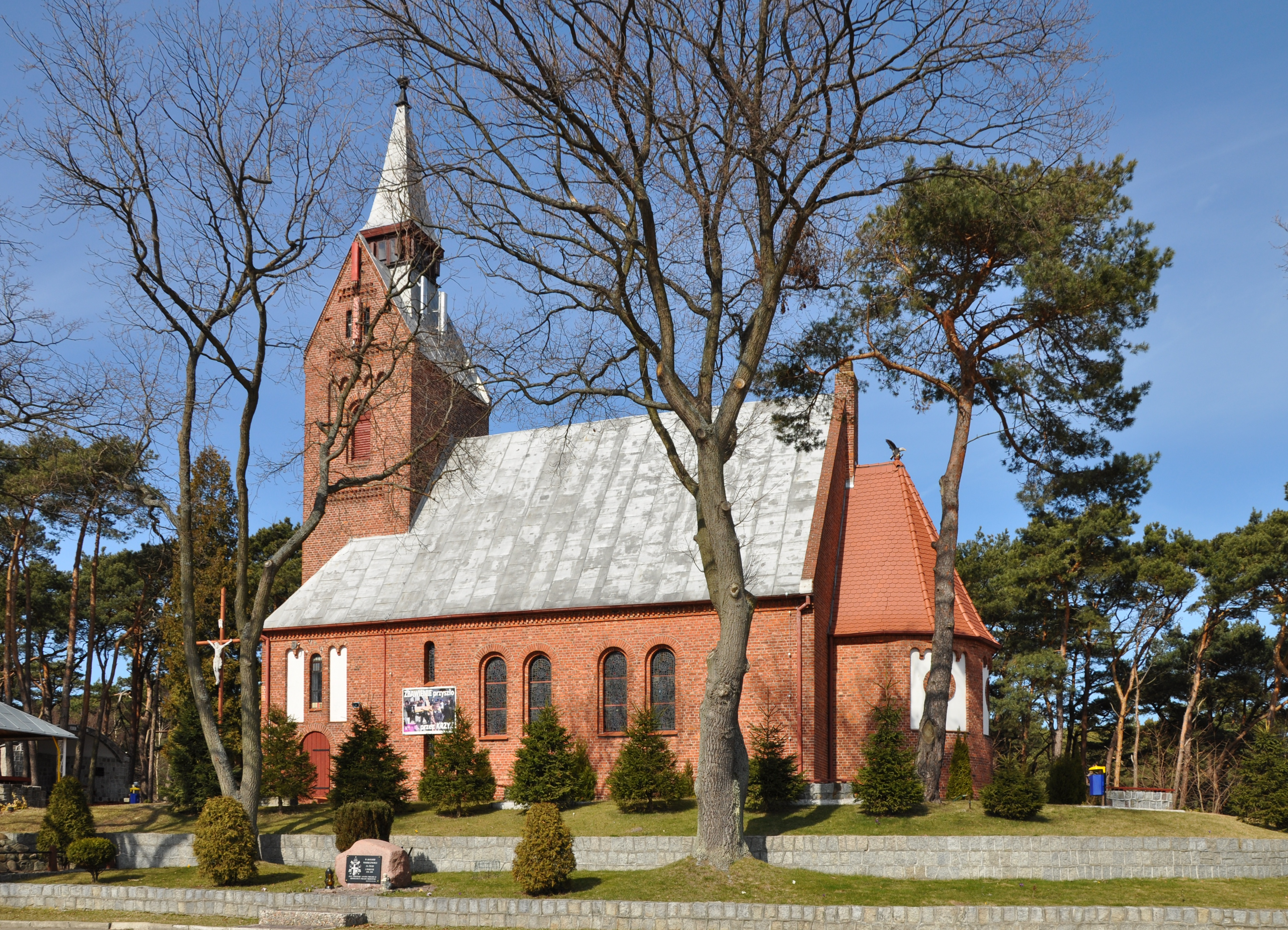
Kościół w Mrzeżynie

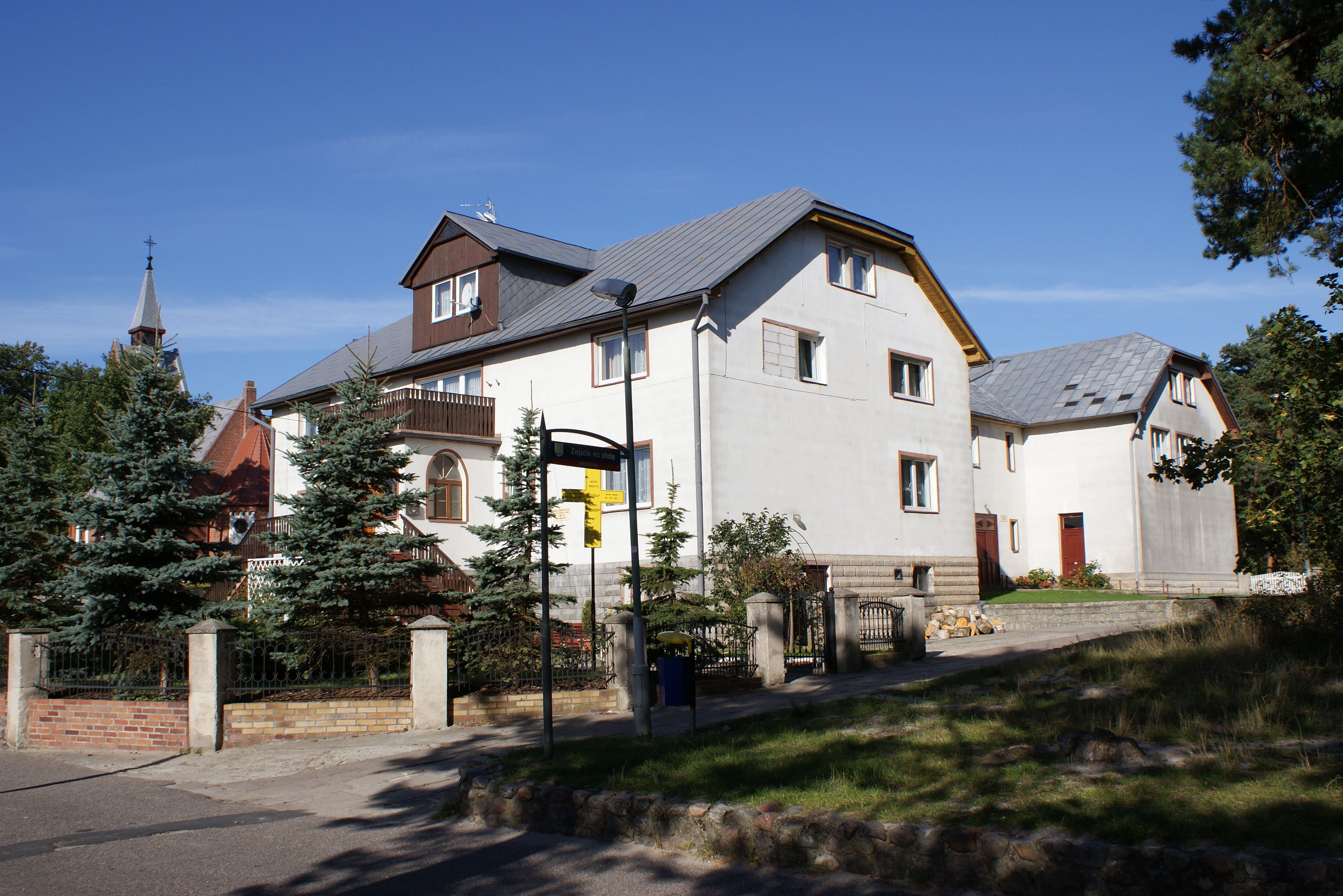
Dom parafialny i dom rekolekcyjny

Kościół ulokowany na wzniesieniu oraz plebania w Mrzeżynie znajdują się bardzo blisko pasa wydm nadmorskich. Według świadka, kościół parafialny powstał w latach 1900–1912. W roku 1912 został poświęcony przez biskupa ewangelicko-augsburskiego. Od 6 września 1945 Mrzeżyno należało do parafii w Trzebiatowie. 21 października 1945 proboszcz Trzebiatowa dokonał poświęcenia kościoła w Mrzeżynie nadając mu tytuł Świętych Apostołów Piotra i Pawła. W latach 1951–1956 kościół był nieczynny ze względu na bliskość poligonu wojskowego i obowiązujący na tym odcinku wybrzeża zakaz wstępu. W roku 1972 świątynię włączono do parafii pw. św. Józefa w Trzebuszu jako kościół filialny, a w roku 1983 ustanowiono go kościołem rektorskim. 14 stycznia 1985 dekretem ks. bp. Kazimierza Majdańskiego erygowano w Mrzeżynie parafię. Z chwilą powstania parafii i objęcia duszpasterzowania przez ks. Henryka Jędrychowskiego nastąpił rozwój życia parafialnego, przeprowadzono generalny remont kościoła oraz wybudowano plebanię z domem rekolekcyjnym, gdzie obecnie odbywają się rekolekcje m.in. Kościoła Domowego - Oazy Rodzin z całej diecezji. 

##### Wystrój kościoła
Wnętrze kościoła parafialnego zaprojektował i wykonał prof. Henryk Burzec z Zakopanego, pracując  metodą szkiełek witrażowych. Okna witrażowe przedstawiające "kwiaty morskie" zaprojektowała i wykonała Maria Powalisz-Bardońska z Poznania. Prace stolarskie (ołtarz, chrzcielnica, konfesjonał) wykonał miejscowy stolarz Władysław Ruppental. Kościół jest ogrzewany systemem promienników elektrycznych. Nagłośnienie zaprojektował i wykonał ks. Adam Bocheński.

### Kościoły filialne i kaplice

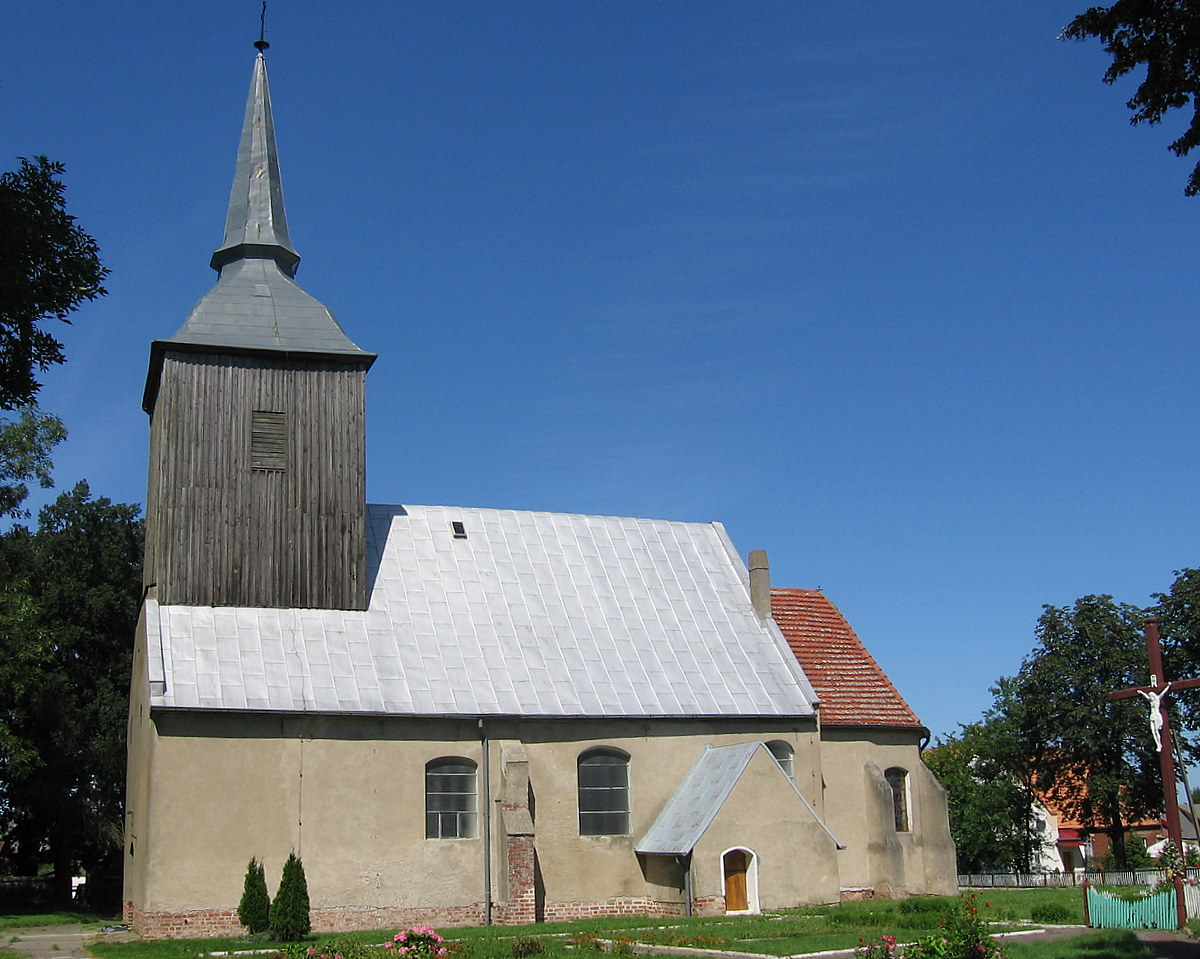
Kościół w Robach

#### Kościół pw. Niepokalanego Serca Najświętszej Maryi Panny w Robach
Zabytkowy kościół filialny w Robach pw. Niepokalanego Serca Najświętszej Marii Panny poświęcił 22 sierpnia 1946 ks. Henryk Rudawski. W drugiej połowie XVIII w. parafia w Robach obejmowała Mrzeżyno.

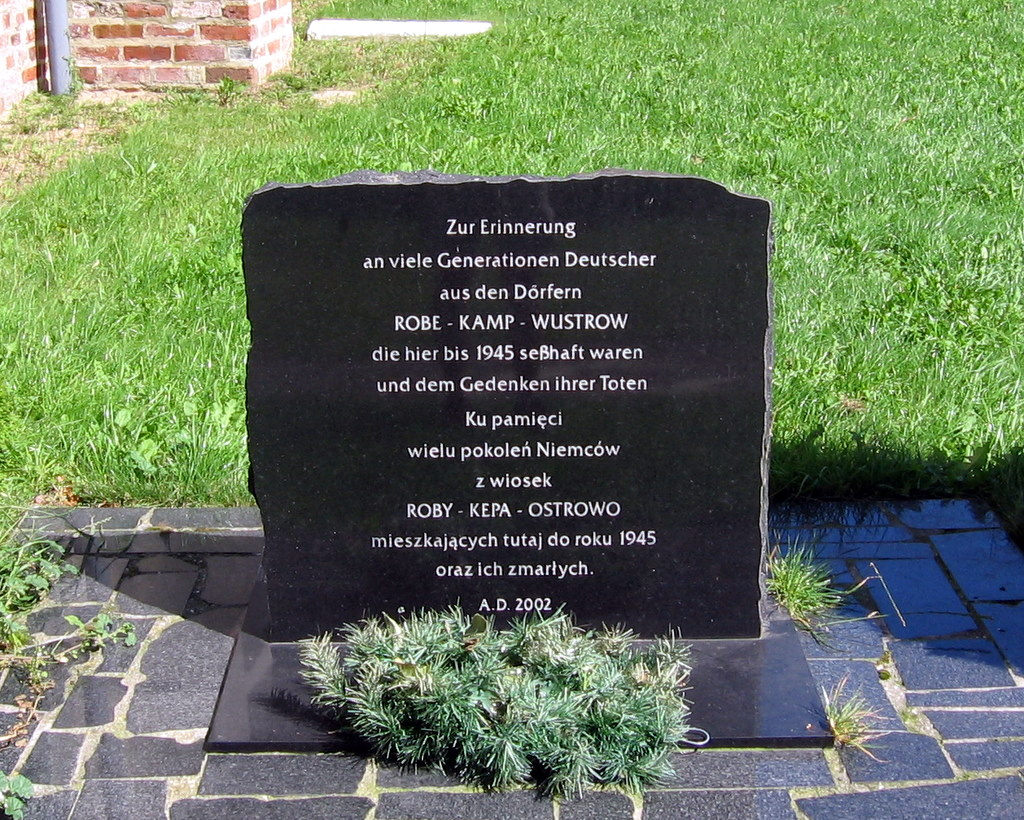
Tablica pamiątkowa

Na terenie kościoła mieści się tablica upamiętniająca mieszkańców wsi Roby, Kępy Nadmorskiej i, którzy żyli tu do 1945 roku. Zaraz przy kościele stoi nadal budynek dawnej plebanii, który obecnie jest zamieszkany.

#### Kaplica w Rogowie
Znajduje się w budynku Syrena na terenie Wojskowych Domów Wypoczynkowych.

## Duszpasterze

### Proboszczowie
- ks. mjr Henryk Jędrychowski (1985 – 2001)
- ks. Wojciech Helak (od 2001)

## Obszar parafii

### Miejscowości i ulice
W granicach parafii znajdują się miejscowości:
- Mrzeżyno,
- Roby (z kościołem filialnym pw. Niepokalanego Poczęcia Najświętszej Maryi Panny)
- Rogowo (msze św. sprawowane w sali kinowej).

## Działalność parafialna
Katechizację w miejscowym Zespole Szkół i przedszkolu prowadzą siostry zakonne ze Zgromadzenia Sióstr Służek Niepokalanego Poczęcia NMP.

### Wspólnoty parafialne
Wspólnota Żywego Różańca, ministranci